# Dolina, Puconci
Dolina (madžarsko Völgyes) je naselje v Občini Puconci.